# Spud Webb
Anthony Jerome Webb zvani "Spud" (Dallas, Teksas, SAD, 13. srpnja 1963.) je bivši američki košarkaš.
Studirao je na koledžu Midlandu 1981. – 1982. i North Carolina, za čiji je sastav igrao. Izabrali su ga Detroit Pistonsi u 4. krug drafta 1985. kao 87. igrača po redu ukupno. 
Poznat je kao najniži pobjednik u zakucavanju na godišnjem natjecanju NBA igrača 1986. godine.

## Vanjske poveznice
- NBA.com